# Mon Dieu
Mon Dieu ("Mio Dio") è un brano del 1960, una delle canzoni più famose interpretate da Édith Piaf. Il testo è stato scritto da Michel Vaucaire e la musica composta da Charles Dumont.

## Storia del brano
Il brano appartiene all'ultima fase della carriera della Piaf, che sarebbe morta di lì a tre anni. In questo periodo la carriera della chanteuse, minata nel fisico e nella psiche dalle malattie e dai suoi drammi personali, era in forte declino. Lei stessa difficilmente scriveva nuovi brani.
Richiamata da Bruno Coquatrix a fare una spettacolare rentrée all'Olympia, Edith cercò altri artisti che scrivessero per lei nuove canzoni che la riportassero alla ribalta.
Il duo Vaucaire-Dumont aveva scritto per lei la bellissima Non, je ne regrette rien, che diventò ben presto uno dei suoi successi più grandi, nonché il vero simbolo della sua carriera; per loro Edith interruppe la storica collaborazione con Marguerite Monnot, musicista che le era stata accanto fin dagli esordi.
Il brano Mon Dieu debuttò poche settimane dopo Je ne regrette rien; pur molto diversa nella composizione e nel significato, si riferiva comunque ad alcuni aspetti della vita di Edith Piaf: il testo sembra riferirsi chiaramente alla sua tragica storia con Marcel Cerdan, morto nel 1949. Più in generale, il brano sembra riflettere in pieno il modo d'amare della cantante.

## Il brano
Il brano ha una composizione molto più semplice rispetto ad altri tipici della produzione di Edith Piaf: il tappeto musicale è affidato quasi totalmente al pianoforte, con pochi intermezzi degli archi e dei fiati a sottolinearne la parte iniziale, quella finale e i momenti più intensi. Alla voce di Edith, particolarmente lirica in questo brano, si innesta nella seconda strofa un coro di soprano e bassi udibili in sottofondo.
Il testo si compone di tre strofe inframmezzate da due ritornelli. In esso la cantante prega di cuore Dio di concederle un po' più di tempo con il suo innamorato per poter effettuare le piccole e grandi cose che normalmente una vera coppia porta a termine. La donna prega che ciò avvenga anche se ammette di aver torto a pretenderlo.
Nel testo si legge velatamente un rimando alla storia tra Edith e Marcel Cerdan: i due, lontani per il lavoro e per il fatto che lui fosse già sposato, vissero una relazione intensa ma "incompleta".

## Pubblicazioni
Il brano fu pubblicato nel 1961 in un 45 giri intitolato Édith Piaf chante Charles Dumont

che conteneva tre brani: 
- Lato A Mon dieu (Michel Vaucaire - Charles Dumont) -  e Les flons flons du bal (Michel Vaucaire - Charles Dumont) -
- Lato B La belle histoire d’amour (Édith Piaf - Charles Dumont)

Orchestra diretta da Robert Chauvigny